# John Machin

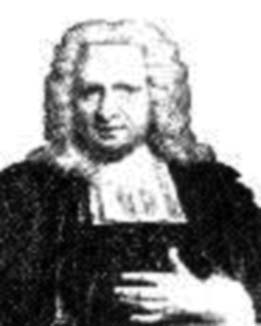
Retrato de John Machin

John Machin (1680—9 de junio de 1751) fue un profesor de astronomía en el Gresham College, Londres, es conocido por haber desarrollado una de las mejores formas conocidas para desarrollar una serie convergente para el cálculo de π en 1706 y que posteriormente empleó para expandir π con cerca de 100 posiciones decimales.
La fórmula de Machin: 
{\displaystyle {\frac {\pi }{4}}=4\arctan {\frac {1}{5}}-\arctan {\frac {1}{239}}}
el beneficio de esta nueva fórmula es que es una variación de las series de Leibniz (π/4 = arctan 1), con el objeto de aumentar el ratio de su convergencia, y de esta forma se puede hacer cálculos que con un menor número de pasos lleguen al valor de π.
Para calcular π hasta 100 cifras decimales, Machin combinó su fórmula con el desarrollo en serie de Taylor de la función arco-tangente. (Brook Taylor era contemporáneo de Machin en la Universidad de Cambridge.) La fórmula de Machin mantuvo su hegemonía para calcular decimales de π durante siglos, incluso hasta el inicio de la era informática.
John Machin sirvió como secretario a la Royal Society desde 1718 hasta 1747. Fue también miembro de la comisión que decidió la disputa entre Leibniz y Newton en 1712.